# تاکومو نیشیهارا
تاکومو نیشیهارا (انگلیسی: Takumu Nishihara؛ زادهٔ ۱۷ ژوئیهٔ ۱۹۹۲) بازیکن فوتبال اهل ژاپن است.